# Unforgiven 1999
Unforgiven 1999 è stata la seconda edizione dell'omonimo pay-per-view, svoltosi il 26 settembre 1999 presso il Charlotte Coliseum di Charlotte, North Carolina.

## Storyline
La rivalità principale fu quella tra Triple H, The Rock, Mankind, Kane, Big Show e The Undertaker per il vacante WWF Championship. A SummerSlam, Mankind sconfisse il campione Steve Austin e Triple H in un triple threat match titolato, che perse la sera seguente a Raw is War. Nella puntata di Raw is War del 13 settembre, la CEO della WWF, Linda McMahon annunciò che The Rock, Kane, Mankind, Big Show e The Undertaker si sarebbero affrontati in un 5-way match per determinare il primo sfidante al WWF Championship ad Unforgiven. Tuttavia, il match terminò in un no contest dopo l'interferenza di Mideon e Viscera che attaccarono Mankind. Dopo il match, tutti e cinque i wrestler attaccarono gli arbitri.

## Risultati
| # | Risultati                                                                                   | Stipulazioni                                                                                            | Durata |
| - | ------------------------------------------------------------------------------------------- | --- | ------ |
| 1 | Val Venis ha sconfitto Steve Blackman                                                       | Single match                                                                                            | 06:29  |
| 2 | D'Lo Brown ha sconfitto Mark Henry (c)                                                      | Single match per il WWF European Championship                                                           | 09:11  |
| 3 | Jeff Jarrett (c) (con Miss Kitty) ha sconfitto Chyna per squalifica                         | Single match per il WWF Intercontinental Championship                                                   | 11:51  |
| 4 | The Acolytes (Faarooq e Bradshaw) hanno sconfitto The Dudley Boyz (Bubba Ray e D-Von Dudley | Tag team match                                                                                          | 07:28  |
| 5 | Ivory (c) ha sconfitto Luna Vachon                                                          | Hardcore match per il WWF Women's Championship                                                          | 03:37  |
| 6 | The New Age Outlaws (Billy Gunn e Road Dogg) (c) hanno sconfitto Edge e Christian           | Tag team match per i WWF Tag Team Championship                                                          | 11:07  |
| 7 | Al Snow (c) ha sconfitto Big Boss Man                                                       | Kennel from Hell match per il WWF Hardcore Championship                                                 | 11:25  |
| 8 | X-Pac ha sconfitto Chris Jericho (con Mr. Hughes) per squalifica                            | Single match                                                                                            | 12:57  |
| 9 | Triple H ha sconfitto The Rock, Mankind, Kane, Big Show e The British Bulldog               | Six-Pack Challenge match per il vacante WWF Championship con Steve Austin come special outside enforcer | 20:24  |